# ファイナルファンタジーII
『ファイナルファンタジーII』（ファイナルファンタジーツー、FINAL FANTASY II、略称: FFII、FF2、ファイファンIIなど）は、1988年12月17日に日本のスクウェアから発売されたファミリーコンピュータ用コンピュータRPG。ファイナルファンタジーシリーズの第2作目。

## 概要
開発はスクウェア企画部が行い、開発スタッフは前作から引き続きプロデューサーは宮本雅史、ディレクターは坂口博信、ゲーム・プログラミングはナーシャ・ジベリ、ゲーム・デザインは田中弘道、河津秋敏、石井浩一、シナリオは寺田憲史と河津、音楽は植松伸夫、キャラクター・デザインは天野喜孝が担当している。
主人公のフリオニール他3名を操作し、パラメキア帝国の皇帝を倒して奪われたフィン王国およびカシュオーン王国、ディスト王国を取り戻す事を目的としたゲーム。それまでのロールプレイングゲームで一般的であった経験値によるレベルアップの概念とは異なる独自の成長システムや、武器や魔法の熟練度のシステムを新たに導入している。
本作は初出のファミコン版だけでなく、他ハードへの移植・リメイクが幾度となく行われている。ワンダースワンカラー（WSC）移植版以降はグラフィックが大幅に刷新されており、タイトルロゴも『FFIV』以降の字体にパラメキア皇帝が描かれたものに変更されている。PlayStation（PS）版・ゲームボーイアドバンス（GBA）版では音楽も大幅にアレンジされている。また、PlayStation Portable（PSP）版では20周年記念作品としてさらに改良が加えられている。
ファミコン版の販売本数は日本国内で約76万本となった。また、ゲーム誌『ファミコン通信』の「クロスレビュー」にて、ファミコン版はプラチナ殿堂入り、WSC版はシルバー殿堂入りを獲得した。その他、ファミコン版はゲーム誌『ファミリーコンピュータMagazine』の「ゲーム通信簿」の「ロムカセット部門別BEST5」にて音楽5位、熱中度5位、オリジナリティ3位、お買い得度4位、総合評価5位を獲得した。
なお、ファミコン版は北米向けのものも開発されサンプルROMまで作られていたが、発売には至っていない。1991年にSNES用ソフトとして『FINAL FANTASY II』が発売されているが、これは日本の『ファイナルファンタジーII』ではなく『ファイナルファンタジーIV』の翻訳版にあたる。詳細は「ファイナルファンタジーIV#日本国外向け版」を参照。

## ゲーム内容

### キャラクター成長システム
本作は一般的なRPGに見られるキャラクターレベルやクラスの概念を持たず、戦闘中の行動や受けたダメージなどによって能力が少しずつ成長する。各キャラクターの初期能力値には差異もあるが、戦闘中に「たたかう」を主に選択していけば戦士タイプとなり、「まほう」を主に選択していけば魔法使いタイプのステータスになるように自然と成長していく仕組みとなっている。また、武器や魔法は全ての種類を全ての仲間キャラに自由に装備させることが可能で、同じ種類の武器・魔法を使い続けることで、それぞれのレベル（熟練度）が上がり、効果が増していく。
これは発売当時、家庭用ゲーム機のRPGでは他に類を見ない非常に珍しいシステムであり、キャラクターをプレイヤー好みに成長させられる自由度の高さもセールスポイントであった。しかし、斬新であるがゆえにバグや直感的でない仕様も多く、例としては、裏技による一時的なパワーアップが長期的にはプレイヤーを不利にさせること、高価な防具が重量などでかえって不利になることなどもあり、「難解」「マニア向け」といった評価も一部にない訳でもなかった。ただし売り上げの面からいえば前作から順当に販売本数を伸ばしており、システム上の後継作『魔界塔士Sa・Ga』がスクウェア初のミリオンセラーを達成するなど、RPGとしてのメインストリームにこそならなかったものの、自由育成システムの雛形として市場に少なくない足跡を残した。
このシステムは以後のファイナルファンタジーシリーズには直接継承されてはいないが、「キャラクター能力の自由なカスタマイズ」という思想は後のシリーズにも形を変えながら受け継がれており、同シリーズの根底的なシステムとして存在し続けている。また、レベルの概念を持たないその独自の成長システムは、本作のメインスタッフの1人であった河津秋敏が後に制作することになるサガシリーズへと直接的に継承されている。

#### ステータスの成長
戦闘終了後、キャラクターがその戦闘中に取った行動に応じステータスが時折上昇することがある。他のRPGにおける「経験値による画一的なレベルアップ」を能力値ごとに細分化したようなもので、これを積み重ねてキャラクターを成長させていくのである。ただし「上昇することがある」というだけで、必ずしも意図したとおりになるわけではない。
（）内はそのステータスが戦闘後に上昇しやすくなる行動・要素を示している。一度の戦闘でそれぞれの行動を選んだ回数や幅が大きいほど上がりやすくなる。
- HPの最大値（戦闘開始時よりHPが減る[3]）
- MPの最大値（戦闘開始時よりMPが減る）
- 体力＝HP最大値増加時の上がり幅、魔法防御（戦闘開始時よりHPが減る）
- 魔力＝MP最大値増加時の上がり幅、魔法防御（戦闘開始時よりMPが減る）
- 力（「たたかう」を選択する）
- 知性＝黒魔法の威力・成功率の高さ（黒魔法を使う）
- 精神＝白魔法の威力・成功率の高さ（白魔法を使う）
- 素早さ＝回避率の基本値。行動順は回避率で決まるため、それに間接的に影響する（回避率が高いと自然に上昇する。説明書等にある「敵から攻撃対象にされる」は誤り）
- 回避回数＝敵の攻撃を回避する判定回数（敵から攻撃対象にされる。攻撃を受ける必要はない）
- 回避率＝回避判定ごとの回避成功率、行動の早さ、逃走成功率、先制攻撃成功率。素早さや盾レベル(後述)、防具の重さで決まる。
- 魔法防御回数＝実際は魔法回避の判定回数（敵の魔法・特殊攻撃の対象にされる。攻撃を受ける必要はない）
- 魔法防御率＝魔法回避判定ごとに魔法や特殊攻撃を防いだり半減したりする確率。体力と魔力の平均値に防具の性能を足したもの。
  - ステータス画面上では、上述においての回避回数と回避率を乗じたものを「かいひりつ…（回避回数値）-（回避率値）%」、同様に魔法防御回数と魔法防御率を乗じたものを「まほうぼうぎょ…（魔法防御回数値）-（魔法防御率値）%」と表示している。

なお、各ステータスの最大値は以下の通りである。
- HP/MP＝9999/999
見た目の限界値。ファミコン版のみ、この2つのステータスはそれぞれ65535/65535まで上昇させることが可能である。しかし10000/1000以上にした際には、「99あ0」「99い9」などのように表示がおかしくなる。また、65535以上にステータスを上昇させると、オーバーフローを起こして0に戻ってしまうという現象が発生する。
- 力・素早さ・体力・知性・精神・魔力＝99
ファミコン版のみ、装備品による更なる増強が可能（最大109）。その場合はHPやMPと同様に、十の位の表示が「あ」になる。リメイク版では不可。
- 回避回数・魔法防御回数＝16
- 回避率・魔法防御率＝99%

特定のステータスを上げると、同時に相対する要素のステータスが下がるということもある（知性が上がると体力が下がる、精神が上がると力が下がるなど）。なお、防御力を示すステータスもあるが、これに関しては完全に防具に依存で、どんなに成長させても何も身にまとっていない状態では0である。
また、本作は「キャラクターがダメージを受けるほどHPが上昇する」というシステムのため、「自分や味方をわざと攻撃してHPを上げる」という裏技が当時の雑誌などに掲載され定着してしまったが、このテクニックの乱用はゲーム後半で逆に難易度を大幅に上昇させる危険性がある。これにより、実際以上に難易度が高いように思われることもあったようである。

#### 武器・盾・魔法の熟練度
武器や盾、魔法には「熟練度」というものが設定されている。攻撃面や防御面の威力・効果に大きく影響していくもので、熟練度が上がっていくごとに目に見えて分かるようになる。熟練度は戦闘中にその手段を実際に使っていくことで伸びていく。
（ ）内はその熟練度を上げていく手段を示している。
- 武器系統各種の熟練度＝攻撃回数（武器を使った回数。厳密には、その戦闘で「攻撃」行動を何回行ったかを総計し、戦闘終了時に持っていた武器の系統（素手・盾含む）に全て熟練度として加算される）。[4]
- 盾の熟練度（盾を装備して戦うと熟練度上昇）
- 黒魔法各種の熟練度（その魔法を使うと熟練度上昇、魔法個々に設定されている）
- 白魔法各種の熟練度（その魔法を使うと熟練度上昇、魔法個々に設定されている）

これら全ての熟練度は1 - 最大16まで成長する。

### 防具の重さ
前作『ファイナルファンタジー』と同様に、本作でも「防具の重さ」が設定されており、これは前作以上に重要な要素となっている。金属製の鎧などの重い防具は「回避率」が下がるよう設定されている。
重装備でダメージを防ぐことも重要だが、状態異常追加攻撃を回避できない、行動順が遅れる、素早さの成長が阻害されるなどのリスクが大きい（これに加えて、重い装備の多くは隠しパラメータで魔法の効力が低下するというデメリットもある）ため、装備は軽くした方がほとんどの場合で効果的。軽い上に魔法を阻害せず、付加効果を持つ服・胸当て・髪飾り・指輪などが有効な装備である。
なお、盾は武器と同等の扱いになっており、重さは無く、回避率も上がるため、攻撃力が落ちる、魔法の効果を阻害する（機種によっては阻害しない）というデメリットを鑑みても非常に有用な防具である。盾にも熟練度が設定されており、使い込むごとに効果を増していく（前節を参照）。

### 魔法
魔法は店や敵、宝箱などから、「ファイアのほん」などのアイテムの形で魔法を入手し、移動中にそれをキャラクターに対して使うことによってその魔法を覚えることができる方式である。また、本作では前述の熟練度システムの採用により、他のFF作品に見られるような「ケアルラ」「ファイガ」といった上位魔法が存在せず、すべて「ケアル　1」「ファイア　3」など、基本形 + レベルの数字で表現される。ちなみに、魔法の本を戦闘中にアイテムとして使用すると、その魔法をある程度高いレベルで発動できるが、使用した本は消えてしまう。
また、前作のような使用回数制とは異なり、ドラゴンクエストシリーズなどと同様、各魔法ごとに消費MPが設定されている方式となっている。消費MPの値は魔法の熟練度がそのまま適用される。つまり、魔法の熟練度が高くなると、効果は大きくなるが、代わりに消費MPも増大する。
ピクセルリマスター版では「魔法干渉値」というステータスが明記され、0に近いほど魔法の効果が大きい。普通の装備ではこの数値は大きくなってしまう。

### ワードメモリーシステム
本作では登場人物たちとの会話の中でクローズアップされる重要な単語（台詞の中では【 】で囲まれて表示される）を「おぼえる」ことができる。そこで覚えた単語は、その相手もしくは他の登場人物にその件について「たずねる」こともできる。これによって登場人物たちの反応が変わりストーリーが別展開を見せることもあるため、単なるメモ帳代わりに使うだけの機能にとどまらない重要なものとなっている。
また、「たずねる」と同様にアイテムを使う（見せる）ということもでき、関連人物に形見の品を見せるといったような行動でストーリーが進む場面も存在する。

### 乗り物
前作よりも登場する乗り物の種類が増えている。「カヌー」「船」「飛空船」（『FFIII』以降での「飛空艇」）のほか、本作では下記の2種が新たに登場した。
雪上船
ワールドマップ上の雪原を移動するために必要な乗り物。
チョコボ
本作がシリーズ初登場となるマスコットキャラクター。徒歩の2倍のスピードで陸上を移動できる（川や湖には進入できない）。騎乗中はモンスターとのエンカウントが発生しない。世界に一箇所しか生息しておらず、乗ってから一度降りると森に帰ってしまう。
また、「船」については前作では港か河口にしか上陸できなかったが、本作ではそのような停泊用の地形は廃止され、歩ける地形であればどこにでも上陸できるようになった。
飛空船の移動速度は前作同様に徒歩の4倍速。ただし、搭乗中にBボタンを31回押すことにより8倍速（『FFIII』のノーチラス号と同じ速度）で移動することができるようになり、以降はBボタンを押すごとに4倍速と8倍速を切り替えられる。なお、取扱説明書やゲーム内にはこのギミックについてのヒントは一切ない。
他に、物語の序盤では所持金を払うことによって特定の場所まで自動で行くことができる交通機関として「定期船」「飛空船」が登場する。また、通常では使用できないが特別な場所へ行くためのイベント用の乗り物として「飛竜」が登場し、乗り物としての使用はできないが、帝国軍（敵）の巨大な飛空船である「大戦艦」も登場する。

### その他
- 壁をすり抜け、壁の向こう側に行くことのできる場所が今作で初登場した。ハードウェアのBG面とスプライトキャラクターの表示優先度を上手く利用したものである。
- 前作『ファイナルファンタジー』では宿屋やテントなどで泊まることによってセーブするシステムが採用されていたが、本作からはワールドマップ上であればアイテム無しでいつでもセーブできるようになった。ただし、町やダンジョンの中ではセーブすることができない。また本作ではセーブポイントも未導入であり存在しない。ゲームボーイアドバンス版、PlayStation Portable版では移動中であれば、いつでもセーブが可能になっている。
- 戦闘時の味方パーティのフォーメーションは、キャラクターごとに前列か後列かを選ぶシステムが導入された。ただし、これは後のシリーズ作品とは扱いが異なり、後列のキャラクターは一切敵の通常攻撃の対象とならず、魔法や特殊攻撃以外は受けない代わりに、敵に対しても弓矢以外の物理攻撃は不可能（必ずミスになる）。全員を後列に下げることはできず、前列のメンバー全員が倒れると後列のメンバーが強制的に前列に出るというものになっている。
- 移動中のプレイヤーキャラクターは、通常フリオニール（「Soul of Re-Birth」ではミンウ）が優先的に表示され、キャラクターが死亡もしくは石化状態になることによって次に優先度の高いキャラクターに表示が切り替わる。この表示優先度は戦闘シーンでのキャラクター配置に対応しており、画面の「上」にいるほうが優先度が高い。
- 戦闘で死亡した者は、メニュー画面での顔グラフィックが十字架に切り替わる（リメイク版では色が反転する）。町の施設として存在する聖堂へ行き、中に建てられている像を調べると、天使が舞い降りてきて死亡者を復活させることができる。料金は掛からない。
- 『ファイナルファンタジーIII』以降の作品においては、竜騎士は戦闘時に特殊コマンド「ジャンプ」を使用できるものが多いが、本作ではキャラクターごとの特殊コマンドという概念自体が存在しないため、仲間のリチャードは竜騎士でありながら「ジャンプ」を使うことはできない。同様に、『FFIII』以降の作品では竜騎士のメインウェポンは槍であることが多いが、リチャードがメンバーに加入した段階での得意（熟練度がもっとも高い）武器は槍ではなく剣である。ただし、一部のリメイク版では得意武器は槍に改められている。なお、彼のファミリーネーム「ハイウィンド」は以降のFFシリーズでも散見されるもので、主に竜騎士やその能力を継承したキャラクターに付けられている。
- 戦闘で敵を倒した際、入手できるお金とドロップするアイテムは排他の関係にある。つまり戦闘で登場した全ての敵がアイテムをドロップすると、入手するお金が0という場合もあり得る。
- シリーズ恒例のモンスターであるモルボル、ベヒーモス、ボムは今作からの登場となった。
- 作中ではピョートル・チャイコフスキーの『白鳥の湖』、およびヨハン・シュトラウス2世の『皇帝円舞曲』の編曲がBGMとして使用される場面がある。

### バグ・特異な仕様
主にファミコン版には次のようなバグ・仕様が存在し、ゲームをクリアするための近道としてこれらの現象が利用されることもあった。
- 主人公一行はゲームスタート地点であるアルテアの町から北に進み、フィン王国への潜入を目指すことになるが、この際に徒歩で南に進むことで本来ストーリー後半に訪れることになるミシディアを目指すことも可能。しかし、ミシディア地方には非常に強力な敵が出現するためこの時点ではまず到達できない。出現モンスターに関するこうした極端とも言える仕様は、後続のファイナルファンタジー作品ではほとんど見られなくなっている。
  - ミシディアの町には序盤では非常に強力な武器・防具や魔法が多数売られているため、マップを一歩進むごとにセーブを繰り返すなどして序盤の段階でここを目指すことが一種のやり込み要素となっている。
- 熟練度は戦闘中に「たたかう」や各種魔法のコマンドを選んだ回数をカウントするが、選んだコマンドをキャンセルして前のキャラクターに戻ってもカウントが消えないバグがある（通称「ABキャンセル」と呼ばれる）。そのため、「たたかう」→キャンセル→「たたかう」とひたすら繰り返してから戦闘を終わらせると、1回の戦闘でカウントをより多く溜めて熟練度を一気に上げてしまうことが可能だった。ただし、ミンウやレオンハルト等の最後尾（4人目）に配置されるキャラクターは、コマンドを決定した時点でターンが始まってしまうためにキャンセルができないので、「ABキャンセル」で熟練度を稼ぐことは不可能。なお、ワンダースワンカラー版やPlayStation版でも意図的にこのバグ技ができるようにプログラムされている。ただし、このテクニックを利用すると攻撃力ばかりが上がり回避回数の上昇の機会が減るため、必ずしも有効ではない。ゲームボーイアドバンス版では修正され、ターンが始まってキャラクターが実際にその行動を取って初めてカウントがされるようになった。
  - 上記の「ABキャンセル」が修正されたゲームボーイアドバンス版およびそれに準ずる携帯アプリ版では、ターンが始まって実際に行動を実行するまでカウントが溜まらないようになったのだが、「戦闘終了時に持っていた武器にその戦闘でのカウントを全て足す」ようになっており、どの武器を何回使ったかの区別がされていなかった。これにより、両手に盾を装備（攻撃しても盾を構える動作をするだけで敵を倒さない）して延々とターンを消化した後にレベルを上げたい武器に持ちかえて戦闘を終了させることにより、やはり一度の戦闘で一気にレベルを上げてしまうことが可能だった。ただしこちらは武器の熟練度のみの使用で、魔法は何を何回使ったかが個別にカウントされており、レベルを上げたい魔法を実際に相応の回数使わなければならない。
- 「ファイアのほん」などの魔法書は消耗品であり通常は武器として装備することはできないが、「戦闘中に使うアイテム」の欄に装備しておき、戦闘中に装備中の武器と入れ替えることで武器として装備できてしまうバグが存在する。この状態で攻撃すると、フリーズ・セーブデータ消失を引き起こすなど危険なものも含め、様々な現象が起こる（装備した魔法の本によって効果は異なる）。中でも「ファイアのほん」装備時の効果は「高い攻撃力・命中率を持つブラッドソード」に近いものであり、非常に強力な攻撃手段になり得た。ただし、装備した時点でセーブファイル1（一番上のデータ）が確実に消失するなどの副作用が発生する上、攻撃力の過剰な増強は「ABキャンセル」同様に回避回数上昇の機会を減らす原因となるため、長期的に使用するとゲームの難易度を大幅に高めてしまう。ブラッドソードの有用性については下記を参照。
- ダメージを与えた際に自分のHPを回復する「ブラッドソード」のダメージ計算式は「対象の防御を無視し、1ヒットあたり相手の最大HPの1/16の固定ダメージを与える」という特殊なものになっている。つまり、16回分攻撃をヒットさせればラスボスを含めたあらゆる敵（ただし、アンデッドモンスターを除く）を必ず倒せてしまう。命中率の補正が皆無であるため、「ちから」のステータスおよび剣の熟練度がある程度まで上がっていないと攻撃をヒットさせることは困難だが、それでも強力であることには変わりがない。バランスを崩しかねない仕様とも言えるが、現状のすべてのバージョンにおいて修正されていない[注釈 1]。ただしこれはミスではなく、パーティアタックの過剰な使用、回避率の軽視などのプレイスタイルで苦戦しているプレイヤー、および初心者に対する救済策としてあえて修正していない、という可能性もある。なお、アンデッドモンスターなど、敵にも同様の攻撃を行ってくるものがいる。
- 黒魔法を防ぐという効果を持つ白魔法「ウォール」を敵にかけた後、「即死効果を持つ黒魔法」（デス、デジョン、ブレイク等）を使用し、「ウォールでの防御に成功する」と、敵の耐性を問わず即死魔法が必ず成功するというバグがある。これを利用すると、ラスボスを「カエル」にするなど通常ありえないプレイも可能であった。このバグはファミコン版にのみ存在し、後のリメイク版では修正されている。

## 設定

### ストーリー
舞台は遥か彼方の世界。パラメキア帝国の皇帝は地獄の底から魔物たちを呼びよせ、全世界に総攻撃を仕掛けた。フィン王国はカシュオーン王国、ディスト王国と共にこれに反旗を翻し抗戦するが、圧倒的な軍事力と魔物たちの前に敗退を重ね、ついには陥落。そしてまた、フィン王国に住むフリオニール・マリア・ガイ・レオンハルトの4人の若者たちも故郷を奪われ、迫り来る帝国の魔の手から逃亡を続けていた……。
しかし逃亡むなしく帝国軍の襲撃を受け、フリオニールらは倒れる。反乱軍を指揮しているフィン王国の王女ヒルダは彼らの内、フリオニール・マリア・ガイを発見し側近である白魔道士ミンウによる治療を施す。フリオニールらが目覚めた先のアルテアの町は、他にもフィンから逃れてきた住民や義賊ポール、カシュオーン王国から落ち延びてきた第2王子ゴードンらも居た。フリオニールらは反乱軍への参加を志願すると共に、襲撃により行方不明となったマリアの兄・レオンハルトの捜索を胸に誓う。当初は参加を断っていたヒルダだったが、占領されたフィンへの潜入・帰還を果たしたその実力を見てフリオニールらの参加を歓迎。その後、敗北の原因を武具の性能の差と考えていたヒルダは、帝国が用いていた金属「ミスリル」の入手を初任務として命じ、ミンウの力も借りてフリオニールらはこれを達成する。
次なる指令は帝国がバフスクの町で建造中の大戦艦の破壊。しかし潜入を試みようとするも帝国軍のダークナイトとボーゲンに完成を告げられ、大戦艦はあと一歩の所で飛び立ち、町を破壊していく。次の作戦は大戦艦と同じ動力源である「太陽の炎」を入手してエンジンに投げ込み、バランスを崩すことで破壊するというものであった。しかし、「太陽の炎」があるカシュオーン城に自由に入れる王子ゴードンはアルテアの町から行方不明。仕方なくフリオニールらは代替手段である「女神のベル」の入手を目指し、ミスリル入手の際に娘ネリーを救出したヨーゼフの協力を得て雪原へ出向く。なんとか「女神のベル」を入手し、さらに現れた帝国軍のボーゲンを撃破するも、落石からパーティーをかばいヨーゼフは落命してしまう。悲しみを胸に目的地のカシュオーン城に潜入。途中、同じ目的で既に潜入していたゴードンと共に、ついに「太陽の炎」を入手する。帰路は、ポフトの町のシドの飛空艇での迎えを予定されていたが、目の前で大戦艦に追跡される飛空艇を目撃。ヒルダがさらわれたことを知ったフリオニールだったが、補給中の大戦艦に潜入し、シド・ヒルダを救出の後、大戦艦をついに爆破する。
帰還後は逝去したフィン王の遺言が次の任務となった。ゴードンは反乱軍の指揮、ミンウは究極魔法アルテマの入手、そしてフリオニールらは、滅ぼされたディストに赴き、重要な戦力である竜騎士と飛竜の捜索を命じられる。途中、女海賊レイラを味方に付け、ディストに到達するも、発見できたのは余命幾ばくもない最後の飛竜のみ。この飛竜の望みである卵をディストの洞窟の命の泉に沈め、新たなる飛竜の誕生を待つこととなる。
アルテアに戻ったフリオニールらだったが、救出したはずの王女ヒルダの様子がおかしいことを周囲に告げられ、ヒルダ本人に確認しにいく。ヒルダはフリオニールを誘惑しようとするが、その正体は帝国軍幹部のラミアクィーンでありこれを撃破。同時に帝国の催しとして闘技場が開かれ、その賞品がヒルダであるという情報が入る。これに参加して勝利。案の定罠があったものの、ポールの助けもあって無事に本物のヒルダの救出を果たす。
ついに攻勢に出ることとなった反乱軍はまずはフィンの奪還を目指す。フリオニールらは帝国の司令官を撃破し、ついにフィンは解放される。その後、ミンウの連絡が来ないことを心配したヒルダからミシディアの塔への捜索を命じられる。究極魔法が封印されたミシディアの塔は二重三重の侵入を拒む仕掛けがあり、方々で必要なアイテムを入手しながら塔を目指す。塔目前では封印を守る怪物リバイアサンに飲まれ、パーティーに居たレイラは行方不明に。しかし、全滅した筈の竜騎士・リチャードと遭遇し、パーティーに迎え入れる。リチャードはディスト陥落の前に単独任務でアルテマ入手を目指していたため存命だった。リバイアサンを脱出し、ミシディアの塔へ潜入。ミンウの多大なる犠牲の末、ついに究極魔法「アルテマ」を入手する。
塔から脱出したフリオニールらを待っていたのは、町を破壊しつくし、フィンをも滅ぼそうとする皇帝の魔力が生んだ「竜巻」だった。しかし、皇帝自らが「竜巻」で乗り込んできたということは返り討ちにする千載一遇の好機。新たに誕生した飛竜の力を借りて竜巻に潜入し、ついにフリオニールらは皇帝を討ち倒す。
皇帝撃破の報を受け、ついに平和が訪れると勝利に酔いしれるフィン城内であったが傷ついた兵士がダークナイトことかつての仲間・レオンハルトの新皇帝即位を報告。フリオニールらは、竜巻の犠牲となったシドの形見である飛空船を"貸し"てもらい、帝国の本拠地・パラメキア城へ潜入。直接レオンハルトへの説得を試みようとするが、突如、倒した筈の皇帝が地獄から究極のパワーを身につけて復活。この危機をリチャードの犠牲によってかろうじて脱出し、乗り切る。
フィンに帰還し、ヒルダに皇帝の復活を報告するフリオニールら。もはや帝国による世界の支配ではなく全ての命の殺戮を目的とする皇帝に、レオンハルトもマリアの説得を受け入れ、パーティーに参加する。
そしてフリオニールらは、皇帝との最終決戦のためパラメキア城跡地に現れた皇帝の居城・パンデモニウムへと赴く。

### 舞台
アルテア（Altair）
フィン王国の民が逃げ移り身を寄せている町。ヒルダが指揮する反乱軍の本拠地で、任務の起点となる場所。
ガテア（Gatrea）
フィン王国南の湖の畔に佇む、森に囲まれた小さな村。
フィン王国（Kingdom of Fynn）
パラメキア帝国と並ぶ軍事国家。かつては美しい町と称されていたが、今は帝国軍に占領され、荒んだ町と化している。
パルム（Paloom）
アルテアの北東にある港町。ポフトとの連絡船が通っている（陸路でも行ける）。
ポフト（Poft）
運搬業が盛んで、パルムと交易関係にある港町。この町でシドは飛空船屋を営んでいる。
サラマンド（Salamand）
雪原と山脈が背後にそびえる世界最北の町。帝国の占領下となっており、住民たちはミスリルの採掘に駆り出されている。
バフスク（Bafsk）
帝国の占領下に置かれ、大戦艦の建造が進められている町。
カシュオーン王国（Kashuan）
フィン王国と友好関係にあった国家。帝国により壊滅させられ、城は廃墟と化している。ちなみにチョコボの森はこの城の南方にある。
ディスト（Deist）
飛竜と竜騎士の国。その力を恐れた帝国にいち早く攻撃を仕掛けられ、飛竜も竜騎士も全滅させられる。残った竜騎士はアルテマの本を求めて旅立ったリチャードのみ。
パラメキア帝国（Empire of Palamecia）
世界最大の軍事力を誇る国家。世界を手中に収めるため、全世界に総攻撃を仕掛けている。また高山に城を構え、広大な砂漠や近隣に町一つない地に領土を持つ点で地の利にも長けている。
ミシディア（Mysidia）
魔道士たちが自分たちの力を国家間の争いに利用されることを恐れ、移り住んだと言われる町。女神像や古代の本を収めた図書館がある。
南の島（Tropical Island）
ジェイド海峡南の海に浮かぶ孤島。内部はダンジョンになっているが、地上層には好んで仮面を身につける原住民の村がある。
ジェイド（Jade）
地獄へ通ずると言われる湖、およびその湖が出現するミシディア東の半島一帯の地名。
パンデモニウム（Pandaemonium）
皇帝の復活後、パラメキア城を突き崩して出現する地獄の魔王の宮殿（伏魔殿）。本作のラストダンジョン。
マハノン（Machonom）
「Soul of Re-Birth」に登場する謎の町。オリジナル版には登場しない。「Soul of Re-Birth」では唯一の町であり、中継地点でもある。ポフトの町とほぼ鏡面対象の構造をしている。シドやトブールなど、帝国軍との戦いで死亡した者達が造った街だが、完成までに魔物の襲撃を受け「何人もやられた」とのこと。
ラキア（Raqia）
「Soul of Re-Birth」に登場する謎の洞窟。オリジナル版には登場しない。落命したミンウが目覚めた場所であり、同エピソードのスタート地点でもある。堕天使を封印するために使われている天界の洞窟であり、ジェイドとは鏡面対象の構造をしている。出現モンスターは罪を犯したために姿を変えられた天使たちだという。
アラボト（Araboth）
「Soul of Re-Birth」に登場する謎の宮殿。オリジナル版には登場しない。皇帝の善の部分が主となっており、同エピソードのラストダンジョンでもある。天界の宮殿であり、パンデモニウムとは鏡面対象の構造をしている。各所の宝箱を守るボスモンスターも、パンデモニウムのそれと対応した部分が多い。

### 難易度に関わる要素
武具の装備による魔法命中率の低下
本作の武器・防具には「魔法命中率に悪影響を及ぼすマスクパラメータ」が存在しており、この値が高いものほど命中率の低下の度合いが大きくなる。基本的に『軽い装備・弱い武器』ほど値は低く、『重い防具・強い武器』ほど値が高い。
これ自体は「金属製の武具が魔法の威力に影響する」というTRPGによく見られた概念と類似しており、開発者によると「戦士系は魔法の使用を度外視して重装備で固め、魔法使い系は魔法の使用を重視して軽装備にする」という戦略上の意図によるものであった。
しかし、この仕様に関する説明が皆無であったため、強力な武器・防具で身を固めれば固めるほど魔法の命中率が低下するという点がプレイヤー側に理解されず、「いくら熟練度を上げても魔法の威力が弱いまま」という思い込みを引き起こすこととなった。結果として、下記のパーティアタックや回避率軽視などの基本的なセオリーから逸脱した攻略法が浸透してしまい、難易度そのものが高いと誤解される一因となった。
パーティアタック
本作はどんな手段であろうとHPが減少さえすればHP最大値の上昇に繋がるため、味方を攻撃するパーティアタックによってHPを伸ばすことも可能であった。このテクニックは裏技として雑誌等にも掲載され、HPを数万まで成長させることも可能だった。
さらにアンデッドにドレインをかける、雑魚敵にチェンジをかけるなどより過激なHP調整法も存在し、クリアに必要と思われないほどの過剰なHPに育成することは本作における初期のやり込みの一つでもあった。
しかし、本作ではこちらの残りHPが一定以上あると敵が逃亡するようになるため、このテクニックを利用しすぎた場合、敵がすぐ逃亡するようになってしまい、「他のステータスの成長機会が減少する」「一部の敵が使ってくる割合ダメージの攻撃に対してはいくら最大HPを伸ばそうと対抗できず、上げすぎたHPのため受けたダメージを回復しきれなくなる」など、逆に不利となる状況も生まれてしまう。
また、本作の回復用施設である宿屋は、HP・MPの最大値と現在値の差に応じて宿泊費が変動するようになっており、過剰にHP・MP最大値を上昇させるとそのぶん宿泊費が高騰することになる。
メインスタッフの河津秋敏によると、敵味方問わずターゲット選択が可能なのは、元々「アンデッドモンスターに回復魔法でダメージを与える」等の仕様を目指したものであって、パーティアタックによる成長ができることは想定外だったらしく、「色んな人に画期的と言われるが、褒められても困る（笑）」と語っている。
回避率の重要性
シナリオが終盤に入ると防具の防御力が役に立たない致命的な状態異常の追加効果や、最大HPに対する割合攻撃を行う敵が登場し、これらの対策として回避率および回避回数の育成はほとんど必須となってくる。状態異常を防ぐ効果を持った防具は存在するのだが、「攻撃の追加効果」による状態異常に対しては機能しないようになっており、攻撃そのものを回避するしか手立てが無かった。
しかし、雑誌・攻略本にはしばしば「オススメ装備」として、鎧や兜などの重装備によって防御力を重視し回避率を軽視するプレイスタイルを推奨するような記述も多かった（防具には「重さ」が個別に設定されており、防具が重いほど回避率に悪影響を及ぼす）。
ただし回避率そのものはステータス画面に明示化されたパラメータであり、説明書には回避率の成長方法も記載されており、一部に見られるような回避率があたかもマスクパラメータであったかのような解説は明らかな誤りである。

## 登場キャラクター

### 反乱軍サイド

#### プレイヤーキャラクター
以下のうち、フリオニール、マリア、ガイ、レオンハルトの4人は、プレイヤーが自由に名前を設定することができる。ファミコン版においては、ゲーム中のキャラクターメイキングでは名前が決まっていないが、取扱説明書および雑誌媒体に配布された広報資料や公式スクリーンショットでは、デフォルト名として前述の名前が使用されていた。
パーティの人数は3人もしくは4人で、フリオニール、マリア、ガイの3人が物語の最初から最後までパーティに参加し、もう1人のメンバーはストーリーの進行状況によって入れ替わる。
ゲームボーイアドバンス版、PlayStation Portable版の追加シナリオ「Soul of Re-Birth」では以下のうち、ミンウ、ヨーゼフ、リチャード、スコットの4人がパーティを組む。
フリオニール（Frioniel）
声 - 小尾元政（PS版およびPSP版CGムービー） / 緑川光（『ディシディア ファイナルファンタジー』以降）
本作の主人公。フィン王国の平民の若者。情熱的で義を重んじる。幼いころに実の両親と生き別れてレオンハルトとマリアの生家で育つが、国がパラメキア帝国に襲撃された際に義理の両親を殺され、自身も殺されかける。その後、反乱軍指揮者のヒルダと参謀のミンウに助けられたことで一命を取り留め、マリア、ガイと共に反乱軍に身を投じる決意をする。フィンの城下町への独自潜入をきっかけにその勇敢さがヒルダに評価され、次々と任務が与えられていく。英雄の子孫などという背景ではなく、その叩き上げの実力が買われてヒルダの騎士となった形である。
物語中盤では海賊レイラに騙され身包みを剥がされそうになったり、ラミアクィーンが化けた偽者のヒルダに誘惑され危機一髪の状況に陥ったこともあった。女性には弱いようだが、全体にバランスの取れた初期能力値を持つ。
ゲーム内での髪の色は茶/赤（メニュー画面/フィールド画面・戦闘シーン）。ワンダースワン版以降は天野喜孝のデザイン画にもとづいて白に変更・統一された。
マリア（Maria）
声 - 下屋則子（PS版およびPSP版CGムービー） / 三石琴乃（『ディシディア ファイナルファンタジー オペラオムニア』）
レオンハルトの妹で、フリオニールとは義理の兄妹にあたる。行方不明になったレオンハルトのことを常に気に掛けており、レオンハルトを探しにフリオニールたちと帝国占領下のフィンの町へ潜入した際にもスコットにレオンハルトのことを尋ねていた。その後、任務を遂行する中で帝国軍の指揮官・ダークナイトと何度も遭遇するうちに、その声から正体がレオンハルトであることに気付く。リチャードが戦死したさい、マリアは度重なる戦友の死に心が折れ号泣したが、レオンハルトの参戦の意思に平静さを取りもどす。ゲームボーイアドバンス版以降のエンディングでは、フリオニールをめぐってレイラとの恋の戦いが始まりそうになっているという描写がある。力とHPが低い反面素早さと知性が高い後衛向けの初期能力値を持つ。
ゲーム内での髪の色は紫/オレンジ/赤（メニュー画面/フィールド画面/戦闘シーン）。ワンダースワン版以降は紫系統の色に統一された。
ガイ（Guy）
声 - 三宅健太（PS版およびPSP版CGムービー）/ かぬか光明（『ディシディア ファイナルファンタジー オペラオムニア』）
フリオニールたちと行動を共にする若者。鍛え抜かれた肉体を持つ巨漢で怪力を持ち、初期状態におけるHP・力・体力の数値は3人の中で最も高い。一方で言葉はたどたどしく、「フィンの王女 助けた 俺たち」「王女 ほんもの どこ」のように片言でしか会話ができないが、その代わりに動物の言葉を理解することができる。ゲーム内ではガイの出自や経歴に関する描写は一切無いが、小説版『夢魔の迷宮』にて描写がなされている（後述）。HPとちからが高く前衛向けの初期能力値になっている。
ゲーム内での髪の色は茶色/オレンジ/黄土色（メニュー画面/フィールド画面/戦闘シーン）。ワンダースワン版以降は茶色に統一された。なお、天野喜孝のデザイン画においては兜を身につけており、はっきりと髪の色を確認できない。
レオンハルト（Leonhart）
声 - 山口隆行（PS版およびPSP版CGムービー）/ 小原雅人（『ディシディア ファイナルファンタジー オペラオムニア』）
マリアの兄。フリオニールたちと行動を共にしていたが、帝国からの追っ手に襲撃された際に消息不明となる。その後は正体を隠して帝国軍の指揮官・ダークナイトとなり、フリオニールたちの前に何度も姿を見せる（機種によって描かれる経緯が若干異なる）。物語終盤では遂にパラメキア皇帝に即位するが、地獄から甦った先代の皇帝によってその野望を阻まれ、マリアに説得されて再びフリオニールたちと合流し仲間になる。皇帝と最後の決戦を終えたあと、また4人で暮らそうというマリアの呼びかけを断り、フリオニールたちと別れ一人去って行った。終盤に仲間になった際は剣と斧を両手に装備しており、様々な武器に熟練した前衛向きの能力値となっている。魔法は使えないが素質はあり、その改善の余地はある。
ゲーム内での髪の色は白/オレンジ/青（メニュー画面/フィールド画面/戦闘シーン）。ワンダースワン版以降は紫系統の色に統一された。
ミンウ（Ming-Wu）
声 - 草尾毅（『ディシディア ファイナルファンタジー オペラオムニア』）
ヒルダの右腕である偉大な白魔道士。フードで口元を隠した褐色の肌の壮年男性。冷静沈着な反乱軍の参謀として行動する一方、単独での危険な任務にも参加する頼れる存在。物語序盤で一時的にパーティに加わるが、後にパーティを離れて大戦艦の空爆によって負傷した人々とフィンの国王の治療に専念していたものの、王が息を引き取る間際に託された命によりアルテマの本を求めてミシディアの塔へと向かう。その後、フリオニール達とは塔の最上階で再会し、最上階の封印された扉を開くために持てる全ての魔力を解き放って扉を開くことには成功したが、自身は魔力を使い果たしたことでそのまま息を引き取った。
最初期に仲間になるキャラクターであるが、ほとんどの白魔法を習得しており魔法関連パラメータも非常に高い。GBA版以降のリメイクにおける「Soul of Re-birth｣では主人公を務める。
ヨーゼフ（Josef）
サラマンドに住む反乱軍の協力者。帝国兵が武器防具の素材に用いているミスリルの在り処を調査するようヒルダから命じられていたが、ボーゲンに娘のネリーを人質に取られて動くに動けず、連絡が途絶えていた。当初は人質のこともあってか、フリオニール達に対して煮え切らない態度を見せていたものの、ネリーとサラマンドの住民たちが救い出されたことをきっかけに彼らを信頼するようになる。その後、女神のベルを求めてフリオニール達と雪原の洞窟へ同行する。アルテアを訪問するとヒルダに労をねぎらわれるシーンもある。女神のベルの入手を果たすも、ボーゲンが仕掛けていた大岩の罠からフリオニール達を庇って死亡した。素手の熟練度が高く前衛向きの能力値となっている。
ゴードン（Gordon）
カシュオーン王国の第2王子。祖国が襲われた際に兄のスコットを見捨てて逃げてしまったことを悔い、アルテアの町の片隅でひとり苦悩していた（小説版『夢魔の迷宮』ではそういった描写は薄めになっている）。
兄の婚約者でもあったヒルダを密かに慕っており、そうしたことの負い目もあって、当初は優柔不断な態度が目立ったが、その後、大戦艦の猛威を知り太陽の炎とそれを灯すエギルの松明を求めて単身カシュオーン城に戻る。魔物が城内に巣食っていたために先に進めずに立ち尽くしていたところをフリオニール達と再会してパーティに加わる。なお進行によっては、ヒルダにヨーゼフの死を理由に「顔も見たくもない」と叱責されるシーンもある。後にフィン王の遺言を受け、ヒルダと共に反乱軍を指揮することになる。
HPなどの能力値は加入時期からすると貧弱な印象を受けるが、体力や魔力などの基礎ステータスが高いため成長速度が速い。
レイラ（Reila）
声 - 弓場沙織（『ディシディア ファイナルファンタジー オペラオムニア』）
物語中盤で登場する海賊船の女船長。元々は帝国軍にも反乱軍にも属さず、海賊という生業に相応しく、ディストへ向かうための船を求めてパルムへやって来たフリオニールたちを騙す。海賊船に乗せて追いはぎをしようとするも、フリオニールらにけしかけた手下たちが返り討ちに遭って失敗した。
フリオニールらに見逃され改心してからは、彼らの心意気を認め、反乱軍の一員として共に戦うようになる。兵士たちも歓迎の意思をレイラに直接伝えている。ヒルダに成りすましたラミアクィーンの魔の手からフリオニールを救う（「油断しちゃだめ 女は怖いんだよ」と言いながら）。フィン王国奪回の際にもひとり先陣を切って城内に乗り込んでいたりと協力的。その後、パーティーが船もろともリバイアサンに呑み込まれた際に一時行方不明になる。泳いで対岸にたどり着きフィン城に帰還し、以後はヒルダの隣りに侍立するようになる。剣・ナイフ・弓の熟練度が高く、サンダーの魔法が使える。
リチャード・ハイウィンド（Richard Highwind）
ディスト王国の竜騎士で、竜騎士団唯一の生き残り。祖国が帝国の攻撃に遭った際にアルテマの本を求めて旅に出ていたために被害を免れた。後にフィン城を訪問し、ヒルダとゴードンに謁見し氏名やこれまでの経緯を伝えている。
リバイアサンに呑み込まれて体外へ出られないでいたところを同様に呑み込まれてやって来たフリオニール達と出会い、パーティに加わる。その後、アルテマの本を手に入れ、フリオニール達と共に竜巻の中へ潜入。一度は皇帝を倒すもののパラメキア城で地獄から甦った皇帝が突如出現し、フリオニール達を逃がすために、単身で皇帝に挑み壮絶な最後を遂げた。ディストの民の生き残り、未亡人のエリナに恋心をいだいていたが再会の誓いは果たされなかった。
初期能力値は騎士らしく力と体力に優れており、剣と盾の熟練度が高い。GBA版以降は後発作の「竜騎士」のイメージに倣って、槍の熟練度も高く設定されている。
スコット（Scott）
カシュオーン王国の第1王子で、ヒルダの婚約者。帝国との戦争で討ち死にしたと伝えられていたが、実際には帝国占領下のフィンの町で酒場の主人に匿われて生きていた。しかし命は長くなく、自分の下へやって来たフリオニール達にフィン王への伝言と弟ゴードンへのメッセージ、形見のリングを託して息を引き取る。婚約者ヒルダに対しては「自分以外の別の男性を愛するべきだ」と伝えるよう頼み、最期まで愛した者をいたわる高潔な人柄がうかがえる。ヒルダはリングを手にすると、帰還したフリオニールにスコットの「返答」をたずねた。フリオニールは言葉に詰まるがこう応えた。「いいえ、なにも」
リメイク版の追加シナリオ「Soul of Re-Birth」でのみプレイヤーキャラクターとして登場する。全体的に高水準のオールラウンダー的な能力値を持ち、特に剣と盾の熟練度が高い。またいくつかの魔法も習得している。左利きで、ゴードンの回避率と魔法防御のLVを引き継いでいる。

#### その他
ヒルダ（Hilda）
フィン王国の王女で、重傷の王に代わり反乱軍の指揮を執っている。誇り高く気丈な女性。帝国にフィン城を奪われ、アルテアの町に逃れた後は町の中心部にあるアジトに身を寄せている。当初は難民に過ぎなかったフリオニールたちの反乱軍への志願を許可していなかったが、フィンの町から帰ってきた彼らを見て考えを改め、彼らに重要な任務を与えるようになる。友好国であるカシュオーンの王族の者たちとは親しく、フリオニール達が女神のベルの話を切り出した際にはスコットたちから聞いた話を伝える。
その後は帝国に囚われの身となる。救出の先頭にいたのはゴードンであった。ヒルダはその事実に驚かされるとともに、再会を機にふたりの関係はより親密になっていく。
フィン王
ヒルダ王女の父。腰に矢傷を負い、アルテアのアジトの一室で臥せっている。王国の陥落やヒルダの婚約者スコットの戦死など、度重なる劣勢から気弱な態度が目立つ。大戦艦による帝国の空襲やヒルダの拉致によるさらなる心労から容態が悪化し、大戦艦破壊後に寿命が尽き、フリオニール達やミンウ、ゴードンらに使命を託して逝去する。
ポール（Paul）
自称世界一の盗賊。フィンの城下町に自宅がある。帝国側からしか盗みを働かない義賊であり、度々反乱軍に協力する。反乱軍の兵士たちに知られているほか、ゴードンやレイラとも面識があり、パラメキア城潜入前の場面では彼らのセリフの中でその名が頻出する。有能だがお調子者な面もあり、セミテの滝の洞窟に潜入した際に帝国軍に捕らえられ、フリオニールたちに助けられる場面もある。ファミコン版ほかでは忍者のような風貌をしていたが、ゲームボーイアドバンス版以降では天野喜孝のイラストに近いドット絵に変更された。
トブール
反乱軍所属の老鍛冶屋。普段はアルテアの一市民に身をやつして武器屋にいる。職人気質で、仕事の邪魔をされると怒る。皇帝の竜巻に巻き込まれ死亡する。
シド（Cid）
ポフトの町で飛空船の定期便を営んでいる中年男性。フィン王国白騎士団のリーダーだったが、飛空船の魅力に取り憑かれて下野。地位も名誉も家族も捨てたと評される。子分と共に町で旅人相手の商売をしており、一度だけヒルダに頼まれてフリオニール達を飛空船で迎えに行くことになるも、その際に帝国軍に捕えられ、大戦艦内の牢に監禁されてしまう。救出後もビジネスライクな付き合いは変わらないが、物語終盤で皇帝が作り上げた竜巻に巻き込まれて瀕死の重傷を負い、フリオニール達に自らの飛空船を「貸す」形で託して世を去ることになる。
ネリー
ヨーゼフの一人娘。ボーゲンにヨーゼフに対する人質として拉致されていた。フリオニールらに解放されるも程なく父の訃報に直面する。ヨーゼフに惚れていた同郷の女性に後見され、後にヒルダの侍女として城に招かれる。
ジャイアントビーバー
雪原の洞窟の地底湖に棲んでいる珍獣たち。後発のマスコットキャラクター「モーグリ」の前身。
エリナ
ディスト王国の生き残り。竜騎士リチャードの同僚にして帝国の襲撃で落命したフィリップの妻。以後は一人息子と共に、唯一の生き残りである飛竜を見守っていた。リチャードとの再会に喜ぶのもつかの間、その戦死を悟るとフリオニールたちに騎士団の剣を託し息子とともにディストを去る。
エリナの息子
ディスト王国の生き残り。素直な少年だが自国を卑劣な手段で壊滅させた帝国を憎んでおり、「皇帝の野郎」と言い出すなど粗野な言動も目立つ。リチャードに「竜騎士に育てたい」と言われ、嬉しがる一幕もある（オリジナル版では「きみのお父さんになりたい」、エリナを意識した発言だった）。
飛竜
ディスト王国に棲息していた最後の飛竜。しかし、既に毒が回っており余命幾ばくもない状態であった。飛竜との会話から、フリオニールたちは竜騎士リチャードの存在を知る。卵を一行に託して力尽きる。

### 帝国軍サイド
パラメキア皇帝（Palamecian Emperor）
声 - 堀内賢雄（『ディシディア ファイナルファンタジー』）
軍隊と魔物を使役し、世界征服を目論むパラメキア帝国の最高権力者で本作の最終ボス。凄まじい魔力の持ち主であると言われており、物語終盤で巨大な竜巻を作り上げ、いくつかの町を壊滅的な状態に陥れる。一度はフリオニールらによって倒されるも地獄の力を身につけて地獄の城であるパンデモニウムを支配して悪魔のような姿になって甦り、今度は世界征服に目もくれず現世の全てを滅ぼそうと暴走する（FC版とPSP版では肩から上だけ、WSC・PS・GBA版では全身のグラフィック。また、PSP版以外では錫杖を持っている）。
名前は「パラメキア帝国の皇帝」という意味であり、ゲーム本編においては本名は不明。
ゲームボーイアドバンス版以降のリメイク作品では、倒された際に「善」「悪」の皇帝に分かれたとされ、「悪」の皇帝はファミコン版と同様に本編のラストボスとして登場し、「善」の皇帝は6枚の翼を持つ天使のような姿になり、追加ダンジョン（天界）の奥で待ち受ける。ミンウたちをはじめとして帝国との戦いで命を落とした人間を自らの支配する天界へと導き、そこを「楽園」と称するが、その天界は魔物だらけで、天界にある街のマハノンにしても無理やり連れてこられた死者たちが多くの犠牲を払って完成させた街であり、死者たちもそこに来たことを嘆いている人物がほとんどである。
天界へ死者を導いた理由は「許しを乞うため」。生前の皇帝の行為を許すことができれば楽園で永遠に生きていけるのだという。だがその欺瞞は打ち破られ、皇帝は「善」「悪」双方とも滅ぼされた。
善・悪ともに皇帝が倒された際に出す断末魔の叫び「ウボァー（作品によっては語尾に「!」が付く）」は、後に皇帝をモデルにした召喚獣マティウスの解説文や『ディシディア ファイナルファンタジー』に再登場した皇帝の断末魔の叫びのほか、皇帝と無関係のキャラクター・場面でもしばしば（主にギャグ要素として）使われている。

ボーゲン（Borgen）
帝国がフィンを侵略した際にあっさりとフィンを見限って帝国側に寝返った、元フィン王国の伯爵（攻略本などではスコット王子や女神のベルとの関連からか、元カシュオーン王国の伯爵と紹介している記事もある）。負傷の身のフィン王は後日それを知り、ベッドの上で激昂もしくは落胆している。下劣で執念深く功名心が強いが、軍人としての矜持はそれなりに持ち合わせている。
寝返った後にフィン陥落のきっかけを作った功績として帝国軍でもそれなりに重用されているようだが、無能かつ高慢なので帝国兵たちからの酷評が絶えない。大戦艦建造の指揮に当たったダークナイトの後任としてバフスクの町に派遣されるも、その無能さを見透かされていたのか、実際は肝心な部分はダークナイトが指揮を続けていたようである。
その後、雪原の洞窟に突然現れ、「きさまらのおかげで俺はもう破滅だ！（中略）せめておまえたちを道連れにしてやる!!」と言いながら（リメイク版ではセリフが変更され、帝国からの処刑が確実になったという旨を述べている）フリオニールたちに襲いかかってくる。死後もパンデモニウム城で「ゾンビボーゲン」として現れる。
リメイク版の追加ダンジョンでも同様に、ゾンビになりながらもヨーゼフに襲いかかる執念深さを見せる。ゲームボーイアドバンス版以降は顔グラフィックが用意された。
ダークナイト（Dark Knight）
皇帝の右腕と言われる切れ者で、物語序盤ではバフスクの町で大戦艦建造の指揮に当たっている。物語中にフリオニール達とは何度も遭遇することになるが、彼と直接戦闘をする機会は無い。素性は謎に包まれているが、後に正体はゲーム冒頭で行方不明になったレオンハルトであることが判明。皇帝がフリオニールたちに倒された後は皇帝に即位し、帝国の全権を掌握することになるが、地獄から甦った先代の皇帝によって野望を阻まれる。
設定の矛盾から、以前はダークナイトが複数いるのではないかとの見方もあった（例えば、味方にしたレオンハルトは魔法を使えないが、バフスクにいたダークナイトは催眠術を使える、など）。が、リメイクを重ねた現行版ではダークナイトはひとりであり、レオンハルトと同一人物としている。
ラミアクィーン
帝国の幹部のひとり。ラミアの貴族階級に当たる魔物。誘惑や眠りといった状態異常攻撃を得意とする。バフスクの町では住民や帝国兵に催眠術をかけ、大戦艦建造を指揮するダークナイトを補佐している。その完成目前に本国に召還されるが、この情報が反乱軍にはダークナイトの現地不在として伝わり、ヒルダの判断に影響を与えている。なお、大戦艦内でもダークナイトと顔を合わせている。
その後は、皇帝の差し金でヒルダに化けて大戦艦の牢獄に紛れ込む。ここで初めてフリオニールたちと接触する。策士型だが、レイラに怪しさを見透かされたり、アルテアの少年に鼠を喰っているところを目撃されるなど、魔物である故か散漫なところも目立つ。しかしながら、容姿も声もヒルダに酷似しており、登場から退治されるまでアルテアで偽物と見破る者はいなかった。
倒した時のドロップアイテムが魅力的で、とくに「リボン」を取るために何回もやり直したプレイヤーも多かった。
ゴートス
帝国の将軍、フィン王国占領軍の司令官。本格的な奪還作戦に乗り出したヒルダとゴードンの陽動作戦によって、城の本軍が不在となった隙をフリオニールたちに突かれ倒される。本来の姿は魔神。ゴードンに似た表記で紛らわしい。
キャプテン
パラメキア帝国における中堅の精兵たち。大戦艦の警護を務めている他、ゴートスの配下としてフィンの城下町にたむろしている。町で話しかけると戦闘になるが、コツを掴めば倒せる上、何回でも戦えるので利用者も多かった。
大戦艦の搭乗口にいるキャプテンは、クリアアイテムが無くても、単語「のばら」を選び戦闘に勝利すればいなくなる。アイテム所持数の制約が大きいファミコン版では、これを倒して突入をはかったプレイヤーも少なくない。
サージェント
ミスリルの採掘場となっている「セミテの滝の洞窟」を占拠する帝国の士官。ボーゲンの配下でもあり、ヨーゼフの娘ネリーなどサラマンドの住民の多くを人質として捕らえていた。フリオニールたちが初めて戦うボス敵。

## 他機種版

### 各機種への移植略歴
2001年にワンダースワンカラー（WSC）用としてリメイクされ（WSC本体とソフトがセットになった「ファイナルファンタジーII ワンダースワンカラー本体同梱版」も発売）、2002年にPlayStation（PS）用として、2004年には『ファイナルファンタジーI・II アドバンス』のタイトルで第一作との同時収録で、2007年にはPlayStation Portable（PSP）用としてリメイクされた。
2005年からは携帯電話用アプリゲームとして各種携帯電話キャリアにおいて配信された他、2010年にはiOS、2012年にはAndroid用として配信された。ファミリーコンピュータ版はバーチャルコンソール対応ソフトとして2009年にWii、2013年にWii U、2014年にニンテンドー3DS用としてそれぞれ配信された。
2012年12月18日にネット限定販売で、FFIからFFXIIIまでのナンバリングソフト（FFI・FFII・FFIV〜FFIXはPS、FFIIIはPSP、FFX〜FFXIIはPS2、FFXIIIはPS3）、及びFF25周年記念CDやレプリカ等の限定アイテムをセットにした特別パッケージ『ファイナルファンタジー 25th アニバーサリー アルティメットボックス』（FINAL FANTASY 25th ANNIVERSARY ULTIMATE BOX）が発売された。
本作はWSC版以降、何度かアレンジを伴う移植が行われているが、機種ごとの差異はかなり多い。リメイク作品以降のタイトルロゴは『FFIV』以降のフォーマットが用いられ、バックにはパラメキア皇帝が描かれている。PSP版では、再度タイトルロゴがリニューアルされた（ディシディアシリーズ、シアトリズムシリーズではオリジナルロゴを使用）。

### 一覧
| No. | タイトル                               | 発売日                                     | 対応機種                                                 | 開発元                        | 発売元                 | メディア                                  | 型式                                   | 備考 |
| --- | -------------------------------------- | ------------------------------------------ | -------------------------------------------------------- | ----------------------------- | ---------------------- | ----------------------------------------- | -------------------------------------- | --- |
| 1   | ファイナルファンタジーI・II            | 1994年2月27日                              | ファミリーコンピュータ                                   | スクウェア                    | スクウェア             | 4メガビットロムカセット                   | SQF-FO                                 | 1本のカートリッジに前作『FFI』と本作『FFII』を収録したもの。 ニューファミコンと同時期に発売。 内容の変更はほとんど無い。 |
| 2   | ファイナルファンタジーII               | 2001年5月3日                               | ワンダースワンカラー                                     | スクウェア大阪開発部 KAN NAVI | スクウェア             | ロムカセット                              | SWJ-SQRC02                             | 売り上げ本数：241,601本                                                                                                  |
| 3   | ファイナルファンタジーII               | 2002年10月31日                             | PlayStation                                              | KAN NAVI                      | スクウェア             | CD-ROM                                    | SLPS-03502                             | 売り上げ本数：137,676本                                                                                                  |
| 4   | ファイナルファンタジーI・II アドバンス | 2004年7月29日 2004年11月29日 2004年12月3日 | ゲームボーイアドバンス                                   | トーセ                        | スクウェア・エニックス | ロムカセット                              | AGB-BFFJ-JPN AGB-BFFE-USA AGB-AFXP-EUR | 1本のカートリッジに『FFI』と『FFII』を収録。                                                                             |
| 5   | ファイナルファンタジーII               | 2005年2月4日                               | FOMA901i （iアプリ）                                     | スクウェア・エニックス        | スクウェア・エニックス | ダウンロード （ファイナルファンタジーi）  | -                                      | P901i、P901iSにプリインストールされている。 ダウンロード版は3月4日配信開始。                                             |
| 6   | ファイナルファンタジーII               | 2005年12月15日                             | BREW対応機種 （EZアプリ）                                | スクウェア・エニックス        | スクウェア・エニックス | ダウンロード （ファイナルファンタジーEZ） | -                                      | |
| 7   | ファイナルファンタジーII               | 2006年                                     | SoftBank 3G対応端末 （S!アプリ）                         | スクウェア・エニックス        | スクウェア・エニックス | ダウンロード                              | -                                      | |
| 8   | ファイナルファンタジーII               | 2007年6月7日 2007年7月24日 2008年2月6日    | PlayStation Portable                                     | トーセ                        | スクウェア・エニックス | UMD                                       | ULJM-05245 ULUS-10263 ULES-00987       | 売り上げ本数： 61,507本                                                                                                  |
| 9   | ファイナルファンタジーII               | 2009年7月8日                               | PlayStation 3 PlayStation Portable (PlayStation Network) | KAN NAVI                      | スクウェア・エニックス | ダウンロード （ゲームアーカイブス）       | -                                      | PlayStation版の移植 |
| 10  | ファイナルファンタジーII               | 2009年6月16日                              | Wii                                                      | スクウェア                    | スクウェア・エニックス | ダウンロード （バーチャルコンソール）     | -                                      | ファミリーコンピュータ版の移植                                                                                           |
| 11  | ファイナルファンタジーII               | 2010年2月25日                              | iPhone iPod touch (iOS)                                  | スクウェア・エニックス        | スクウェア・エニックス | ダウンロード                              | -                                      | |
| 12  | ファイナルファンタジーII               | 2012年2月1日                               | Android                                                  | スクウェア・エニックス        | スクウェア・エニックス | ダウンロード                              | -                                      | |
| 13  | ファイナルファンタジーII               | 2013年12月11日                             | Wii U                                                    | スクウェア                    | スクウェア・エニックス | ダウンロード                              | -                                      | ファミリーコンピュータ版の移植                                                                                           |
| 14  | ファイナルファンタジーII               | 2014年2月12日                              | ニンテンドー3DS                                          | スクウェア                    | スクウェア・エニックス | ダウンロード （バーチャルコンソール）     | -                                      | ファミリーコンピュータ版の移植                                                                                           |
| 15  | ファイナルファンタジーII               | 2021年7月29日                              | Steam iOS Android Amazon                                 | スクウェア・エニックス トーセ | スクウェア・エニックス | ダウンロード                              | -                                      | オリジナル版をベースとした2Dリマスター版 「ファイナルファンタジー ピクセルリマスター」（FINAL FANTASY PIXEL REMASTER）   |
| 16  | ファイナルファンタジーII               | 2023年4月20日                              | PlayStation 4                                            | スクウェア・エニックス トーセ | スクウェア・エニックス | ダウンロード                              |                                        | オリジナル版をベースとした2Dリマスター版 「ファイナルファンタジー ピクセルリマスター」（FINAL FANTASY PIXEL REMASTER）   |
| 17  | ファイナルファンタジーII               | 2023年4月20日                              | Nintendo Switch                                          | スクウェア・エニックス トーセ | スクウェア・エニックス | ダウンロード                              |                                        | オリジナル版をベースとした2Dリマスター版 「ファイナルファンタジー ピクセルリマスター」（FINAL FANTASY PIXEL REMASTER）   |

ワンダースワンカラー版
移植されるにあたり、グラフィック・音楽・操作性がワンダースワンカラーの性能に合わせて全面アレンジされている。戦闘時のダメージ（回復）表現が『FFIII』以降のように数字がポップアップする形式になったことや、Bダッシュの採用、魔法の演出の変更などにより、全体的に高速化が図られている。また、モンスター図鑑や隠しゲームの神経衰弱の追加の他、二刀流のダメージ判定やアルテマのダメージ計算式がファミコン版と異なる（アルテマは他の武器・魔法の熟練度が影響するようになった）、熟練度が上がりやすくなっている、などゲームバランスに関わる変更点も多数ある。なお、クリア後に若干ファミコン版に仕様を近づけた「オリジナルモード」がプレイ可能になるが、実際にはこちらもかなり差異が多い。
PlayStation版
ほぼワンダースワンカラー版をベースにした移植。グラフィックや音楽はハード性能に合わせて修正され、新規に作成されたCGムービーや、天野喜孝の手によるイメージ原画などが楽しめるギャラリーモードが追加された。また、「メモファイル」と呼ばれる簡易セーブシステムも導入された。電源を切ると失われるデータだが、移動中は任意の場所でデータをセーブ・ロードすることができる。
なお、本作に収録されているCGムービーでは、フリオニールほか各キャラクターが声を発する場面があるが、それらはあくまで息づかいやかけ声のみであり、明確なセリフを喋るわけではない。
ゲームボーイアドバンス版
『ファイナルファンタジーI・IIアドバンス』と題して、前作『ファイナルファンタジー』と1本のカセットにまとめて発売された。追加要素として、クリア後のセーブデータでパラレルストーリー「Soul of Re-Birth」（ソウル・オブ・リバース）をプレイすることができる。グラフィック等はワンダースワンカラー版・PlayStation版をベースとしたアレンジだが、ゲーム内容の変更点はかなり多い。シナリオ中のメッセージ画面にフェイスグラフィックが表示（FFの移植作では初めてのもの）されるようになり、セリフ自体もファミコン版から変更されている。それに加えて、アイテムの値下げ、所持数制限の撤廃、ダンジョン内でのセーブ可能化、熟練度の成長速度向上、などの仕様変更が行われており、難易度はこれまでよりさらに大幅に低下している。
なお、本作で追加された「Soul of Re-Birth」は本編において死亡したキャラクターたちのその後を描くというもの。プレイヤーキャラクターとなるのはミンウ・スコット・ヨーゼフ・リチャードの4人（並び順も基本的にこの通りだが、進め方によってはヨーゼフとリチャードの順番が逆になることも）。ステータスや装備は本編で離脱（死亡）した時点のものをそのまま引き継ぐ（スコットを除く）。また、この点を考慮して本編でミンウ・ヨーゼフ・リチャードの三名の育成や武器や防具の装備をしておかないと（特にミンウ）、「Soul of Re-Birth」の序盤が辛いものとなる。
携帯電話アプリ版
基本的にはゲームボーイアドバンス版準拠であるが、神経衰弱や追加シナリオ等の追加要素は削除されている。ダッシュはできるが、Bボタンに相当するボタンが無いため、メニュー画面のコンフィグでON/OFFを切り替える。
PlayStation Portable版
ファイナルファンタジー20周年記念作品のひとつとして発売。ゲームボーイアドバンス版の内容を継承しているが、PlayStation版のみに存在したCGムービーが再録され、ギャラリーモードには天野喜孝が新たに描き下ろしたイラストが追加されている。タイトルロゴはリニューアル。本編中のグラフィックも全面的にリニューアルされた。
また、ゲームボーイアドバンス版同様の「Soul of Re-Birth」に加え、新ダンジョンとしてワードメモリーシステムを駆使して進んでいく「秘紋の迷宮」が追加されている。そのほか、戦闘コマンドに「ぼうぎょ」が追加された。
2011年2月22日に、PlayStation Storeにおいてもダウンロード版が配信開始。これにより、PlayStation Vitaなどでもできるようになった。
バーチャルコンソール版
ファミリーコンピュータ版とほぼ同じ。ステータス異常および武器名称に使用されていた表現「もうもく」が「くらやみ」に変更された。
ゲームアーカイブス版
PlayStation版とほぼ同じ。
iOS/Android版
PSP版をベースに、タッチ操作でプレイできるようにインターフェイスを変更している。

## 開発
本作は複雑な人間関係や命の尊さなどを描く色濃い人間ドラマが盛り込まれており、その後のシリーズにおけるストーリー性重視スタイルの先駆けになった作品と言える。本作では敵サイドが帝国軍で、主人公およびその仲間たちがその帝国軍に抵抗する反乱軍の協力者という位置付けになっており、『スター・ウォーズシリーズ』（1977年 - ）旧3部作の影響がシナリオに反映されている。シナリオは、脚本家の寺田憲史が手掛けた。また、本作の小説版『ファイナルファンタジーII 夢魔の迷宮』も寺田によるものである。登場キャラクターやモンスターのデザイン、イメージ画などは幻想画家でデザイナーの天野喜孝が担当した。
本作は、「『FFI』とはとにかく違うものにしよう」という構想のもとに作成された。そのため、本作には経験値およびレベルの概念が存在せず、戦闘中に負ったダメージの量や武器や魔法を使用した回数などによってキャラクター個々のステータスや「熟練度」などが上昇するという独特の成長システムが導入されている。また、ゲームスタート時には、主要キャラクター4人の名前を全て入力し終えた直後にいきなり桁違いに強い敵との戦闘が始まり、なすすべもなく打ち負かされるという独特の演出が用いられている（リメイク版では名前入力直後にプロローグが流れ、その後に戦闘へと繋がる）。
シリーズ恒例のチョコボとシドは本作で初登場した。またシリーズで繰り返し登場するクリスタルも登場するが、本作ではあるダンジョンへ入る際に必要となるアイテムの素材であったり、別の物では主人公たちのステータスを増大させる程度のものであったりと非常に存在感が薄い。つまり、「世界に関わる存在としてのクリスタル」というイメージが固定化されたのは『FFIII』以降であると言える。

## 音楽

### BGM
シリーズで繰り返し使われている「プレリュード」は、本作より調性がハ長調に改められ、以後のシリーズにおいても単純な上昇音形16音と下降音形16音が採用されている。前作『ファイナルファンタジー』（1987年）では8分音符分のディレイが掛かっていたが、本作では音符1個ごとに3/1024（3/32*1/32）ずつ音価が加算されて32音で初めに戻るという複雑なディレイが掛かる（ただし、リメイク版では8分音符分）。

### サウンドトラック
ファイナルファンタジーI・II全曲集
1988年12月21日、ポリスターより発売。カセット版も同時発売。CD版初回特典はオリジナルゲームカセットホルダー。
1994年3月25日、ポリスターより再発売。
FC版『FFI』『FFII』のサウンドトラック。『FFII』のゲーム未収録4曲およびシンセアレンジ2曲も収録。
交響組曲ファイナルファンタジー
1989年7月25日、ポリスターより発売。
1994年3月25日、ポリスターより再発売。1989年度版とはジャケットの仕様が違う。
1989年5月20日五反田ゆうぽうとホールでの演奏を公開録音。編曲：服部克久・服部隆之、演奏：東京交響楽団。
ファイナルファンタジーI・II オリジナルサウンドトラック
2002年10月23日、デジキューブより発売。初回版のみスーパーピクチャーレーベル仕様。
2004年9月23日、ソニー・ミュージックエンタテインメントより再発売。
PS版のサウンドトラック（PSP版も同アレンジ）。編曲：関戸剛。
FINAL FANTASY I.II.III ORIGINAL SOUNDTRACK REVIVAL DISC
2018年08月15日、スクウェア・エニックスよりブルーレイディスクで発売。

## スタッフ
ファミリーコンピュータ版
- プログラム：ナーシャ・ジベリ、岡部直樹、樋口勝久
- シナリオ：寺田憲史、河津秋敏
- キャラクターデザイン、タイトルロゴデザイン - 天野喜孝
- ゲームデザイン：田中弘道、河津秋敏、石井浩一
- グラフィック：渋谷員子、たなかりょうこ
- 音楽：植松伸夫
- サウンド・デザイン：星野雅紀
- プログラム・アシスト：中村宏、いとうたけよし
- サンクス：梶谷真一郎
- ディレクター、原案：坂口博信
- プロデューサー：宮本雅史
- エグゼクティブ・プロデューサー：鈴木尚

ワンダースワンカラー版
- プロデューサー：平田裕介
- ディレクター：河原勝吉、吉岡加寿彦
- 企画：村上聡
- エフェクト・プログラマー：幸田政志、中道雅史、前田康仁、松岡英樹、片岡克倫
- エフェクト・デザイナー：佐々木洋勝、田辺智彦
- キャラクター・デザイナー：星野美枝子、ふじわらくみこ
- マップ・デザイナー：山下英二、たにひさのり、まえだよしひさ、本田透
- モンスター・デザイナー：中原義介、内村貞雄、佐々木等
- メニュー・デザイナー：大森英敏
- イベントマップ・デザイナー： 鈴木健史
- サウンド・プログラマー：赤尾実
- 音楽：関戸剛
- サウンド・エディター：五十川裕司、伊勢誠、御子柴健一
- スーパーバイザー：河津秋敏、石井浩一
- 音楽スーパーバイザー：植松伸夫
- コーディネーター：谷川清美、にしりえ
- パブリシティー：惣水清貴、三浦博之、山本大輔
- 翻訳：Kan Navi Corp.

PlayStation版
- プロデューサー：平田裕介
- ディレクター：吉岡加寿彦、河原勝吉
- デザイナー：堀田千太郎、田辺智彦、大森英人、星野美枝子、ふじわらくみこ、山下英二、たにひさのり、まえだよしひさ、本田透、中原義介、本園敬介、渡辺寛子
- ムービー・ディレクター：若園浩司
- ムービー・デザイナー：山田充宏、住田諭史、もときまさと、まえかわゆたか、池田亘、あずましん、さわだるみこ
- ムービー・サポート・プログラマー：上中直人
- ムービー・コーディネーター：なかいひろき、ささきしほ
- サウンド・プログラマー：赤尾実
- 音楽：関戸剛
- サウンド・エディター：斉藤政剛、神谷智洋
- ムービー・サウンド・エディター：中村栄治
- ムービー・ダイアログ・エディター：菅原輝明
- 音楽スーパーバイザー：植松伸夫
- コーディネーター：谷川清美、にしりえ、まきみわ
- パブリシティー・プロデューサー：山本大輔、三浦博之
- パブリシティー・スタッフ：すどうくみ、みやもとこうすけ
- 翻訳：Kan Navi Corp.

PlayStation Portable版
- エグゼクティブ・プロデューサー：橋本真司
- イメージ・デザイン：天野喜孝
- 音楽スーパーバイザー：植松伸夫
- グラフィック・スーパーバイザー：石井浩一
- プロデューサー：三浦博之
- アート・ディレクター：星野美枝子
- グラフィック・デザイン：毛利勉、本田透
- エフェクト・デザイン：堀田千太郎
- 背景デザイン・スーパーバイザー：脇村雅人、板井崇
- モンスター・デザイン：中原義介
- コーディネーター：おおにしさとこ
- アソシエイト・プロデューサー：たにぐちまさし

## 評価
ファミリーコンピュータ版
- ゲーム誌『ファミコン通信』の「クロスレビュー」では、9・9・9・8の合計35点（満40点）でプラチナ殿堂入りを獲得、レビュアーからは戦闘に手間がかかる事やレベル上げに時間が掛かる事などに対して一部不満の声が挙がったが、イベントのテンポの良さやシナリオの奥深さに関して称賛する声も挙がり、「意外性のあるイベントが、小気味いいテンポで用意されているのもいい」、「これで感動しなきゃドウスンダってぐらい、いい出来」と絶賛された。

- ゲーム誌『ファミリーコンピュータMagazine』の読者投票による「ゲーム通信簿」での評価は以下の通り26.49点（満30点）となっている。同誌1991年5月10日号特別付録の「ファミコンロムカセット オールカタログ」では、ストーリーのドラマ性や乗り物の追加、戦闘シーンのグラフィックなどに関して「Iで面白かったポイント1つ1つがパワーアップしている」と称賛された。さらに、戦闘シーンのアニメーション処理に関しては「より派手になった様々なアニメが盛り上げてくれる」と称賛し、詳細に描き込まれた背景に関しては「それぞれのフィールドの光景を思い浮かべさせるような、美しさを表現している」と称賛された。その他、同付録の巻末に収録されている「ロムカセット部門別BEST5」では、音楽5位、熱中度5位、オリジナリティ3位、お買い得度4位、総合評価5位を獲得している。

| 項目 | キャラクタ | 音楽 | 操作性 | 熱中度 | お買得度 | オリジナリティ | 総合  |
| 得点 | 4.54       | 4.55 | 4.26   | 4.60   | 4.23     | 4.31           | 26.49 |

ワンダースワンカラー版
- ゲーム誌『ファミ通』の「クロスレビュー」では合計30点（満40点）でシルバー殿堂入りを獲得している。

PlayStation版
- ゲーム誌『ファミ通』の「クロスレビュー」では合計27点（満40点）となっている。

## 備考
- ファミコン版のオープニングテキスト中の一文、「てったいしなければ ならなかった」が「てったいしなければ ならかった」と「な」が抜けて誤記されている。電源投入後に毎回表示されるテキストということもあり、FFシリーズの誤字としては比較的有名。後にファミコン版『ファイナルファンタジーI・II』で「ならなかった」に修正され（ただし、説明書内にあるスクリーンショットでは誤記のまま）、以降のリメイク版などではこの誤記は無くなっている（ただし、バーチャルコンソール版はこの誤記も修正されていない）。また、携帯アプリ版などでは「撤退を よぎなくされた」に文章自体が変更されている。
- 反乱軍のテーマのファミコン版は、和声法上では対斜と第7音の重複、挙句の果てには第3音の重複すら含むが、MIDI音源のためオクターブがにごらず、その判断こそが独創性だったと考えられている。ただし、植松はリメイク版（『I+II』）とPSP版ほかでは音源の変更とともに、ベースラインや内声を変更した痕跡がある。後にフル・オーケストラにアレンジした際には上記の問題点はすべて解決されたが、それに伴いコード進行も変更されて曲想は変わってしまった。
- 物語上必ず手に入る魔法「アルテマ」は、本作では究極魔法という位置づけにもかかわらず威力が低く、限定的な状況以外でほとんど役に立たない。アルテマの封印を解くために長い旅をし命を落としたミンウは「無駄死に」の代名詞とまで言われた。機種ごとにダメージは異なるが、ファミコン版の場合では「ステータス・レベルと一切無関係に数百程度のダメージが出せる（熟練度を上げても威力が上がらない）」という仕様となっている。なお、ファミコン版『FFI・II』に付属されている公式の攻略本内では「古代の魔法なので今の時代にはそぐわなかったのだろう[40]」と補注されていた。スタッフの1人である河津は、『ファミ通』のインタビューでアルテマは魔法の熟練度を全く上げていないユーザーに対する救済措置だとして、そのコンセプトを「魔法を練習したことのない人でもいきなり強い魔法が使える危険性を持っているという意味で、禁断の魔法」であると答えている[22]。ワンダースワンカラー版以降は仕様が修正され、他の武器の熟練度や魔法のレベルによって威力が増加するようになった。全ての魔法、武器をレベル16にした状態で使うと、9999を超えるダメージを与えることもある。このアルテマは後の『ファイナルファンタジーVI』で再び登場し、以降のシリーズでは優れた威力を持つ攻撃魔法として定着した。
  - ファミコン版『FFII』発売直後に行われた業界関係者との飲み会の席で、坂口博信は「（アルテマの威力が低いことに関して）社内テストプレイで問題が発覚し、修正指示を出した」「担当者は『意図した仕様である』という旨の反論を行い、修正に応じなかった」「ソースコードの引き渡しを要求すると、プログラマによってソースは暗号化されてしまい、本人以外触ることができなかった」といったことを語っている[41]。
- 『FFVI』では、本作で覚えられるワードの1つ「のばら」を使ったセルフパロディとも取れるイベントが登場する。
- 『ファイナルファンタジーIX』では、本作でのヨーゼフの死およびそれを誘発することとなった反乱軍の行動をモチーフとした寓話が登場する。ただし、その内容は多分にアレンジを加えられているため、本作のイベントそのままの内容というわけではない。

## 関連商品

### 攻略本
ファイナルファンタジー2 完全攻略本 上巻（FC）
1989年1月31日、徳間書店より刊行。
ファイナルファンタジー2 完全攻略本 下巻（FC）
1989年2月28日、徳間書店より刊行。
ファミリーコンピュータ ゲーム必勝法スペシャル「ファイナル・ファンタジーII」（FC）
1989年2月、ケイブンシャより刊行。
FINAL FANTASY I・II完全攻略編（FC版I・II）
1994年7月、NTT出版より刊行。
FINAL FANTASY I・II徹底攻略編（FC版I・II）
FC版I・IIのソフトに同梱。
ファイナルファンタジーII―ワンダースワンカラー版（WS）
2001年4月、集英社より刊行。Vジャンプ編集部編纂。
ファイナルファンタジー2 ドラマティックコンプリートガイド（WS）
2001年5月2日、デジキューブより刊行。
FINAL FANTASY II 公式コンプリートガイド（WS）
2001年6月14日、エンターブレインより刊行。
ファイナルファンタジーII ファイナルイシュー（PS）
2002年10月31日、デジキューブより刊行。
FINAL FANTASY I・II 公式コンプリートガイド（PS）※『FFI』と同時収録
2002年11月12日、エンターブレインより刊行。
ファイナルファンタジーI・IIアドバンス ゲームボーイアドバンス版（GBA）
2004年7月、集英社より刊行。
ファイナルファンタジーI・IIアドバンス公式コンプリートガイド（GBA）
2004年9月、エンターブレインより刊行。
ファイナルファンタジーII 公式ガイドブック（PSP）
2007年7月27日、エンターブレインより刊行。

### ゲームブック
ファイナルファンタジーII 勝利への旅立ち（ファミマガゲームブック第2弾）
1988年12月、徳間書店より刊行。
サイドストーリー的な内容のゲームブックで、主人公はフリオニールではなく、反乱軍に志願したミッドと言う少年（原作ゲーム内には登場しないオリジナルキャラクター）が務める。
ファイナルファンタジーII 将軍ボーゲンとの死闘! （ファンタジーゲームブック）
1989年1月13日、大陸文庫より刊行。著者は香坂隆二、構成は福田博行。
徳間版や双葉社版と比べ、原作ゲームに近いストーリー構成のゲームブック。この本でボーゲンは、暗黒剣ムーンブレード（原作ゲーム内には登場しないオリジナルアイテム）を持つ強敵として描かれている。
ファイナルファンタジーII 秘宝のドラゴン（ファミコン冒険ゲームブック）
1989年1月19日、双葉社より刊行。著者は井上尚美、編集はレッカ社。
フリオ、マリー、ガイ、ミンウの4人のキャラクターが帝国打倒のための秘宝を求めて旅立つゲームブック。マリーはフィン王女とされており、マリアとヒルダを折衷した位置付けのキャラクターとして描かれている。

### 小説
ファイナルファンタジーII 夢魔の迷宮
1989年4月、角川書店より刊行。著者は寺田憲史、挿絵は天野喜孝。
詳細は#ファイナルファンタジーII 夢魔の迷宮にて。
小説 ファイナルファンタジーI・II・III Memory of Heroes
2012年10月31日、スクウェア・エニックスより刊行。著者は梅村崇。
『FFI』～『III』の小説集。FF生誕25周年記念作品。

### その他書籍
ファイナルファンタジー モンスターマニュアル 天野喜孝イラスト集
1989年3月、JICC出版局より刊行。
『FFI』『FFII』のカラーイラスト、モンスターデザイン画を網羅した画集。イラストごとにコメントがついている。

## ファイナルファンタジーII 夢魔の迷宮
『ファイナルファンタジーII 夢魔の迷宮』（ファイナルファンタジーツー むまのめいきゅう）は、角川文庫より発売された本作を元にしたオリジナルストーリーの小説である。シナリオライターの寺田憲史による書き下ろし作。登場人物は同じであるが、様々な設定が追加・変更されている。主な相違点は以下の通り。

### 登場キャラクター
シド、ヨーゼフ、リチャードは登場しない。
フリオニール
本作の主人公。18歳。義兄弟の次兄。サラマンドの戦災孤児で、幼かった彼は偶然サラマンドを訪れていた男（レオンハルト・マリア兄妹の父親）に拾われ、以後実子同然に育てられた。
冷静沈着で、物事を自らの目で見、自己完結しようとする傾向にある。
得物として剣やナイフ、石斧のほか、吹き矢を使用する。
マリア
17歳。義兄弟の紅一点。ミシディア地方の集落に住んでおり、比較的裕福な部類の家庭に育った。
同じ年頃の娘たちが「婿探しの儀式」に興味惹かれる中、まだ恋をしたことのないマリアは狩りに夢中。特に「斑模様のタニアン」という希少な獲物に執心していた。
友人であるエルマがフリオニールに恋心を寄せたことを最初のきっかけに、旅を続ける中で徐々に彼女は「初恋」を知ることとなる。
得物として用いる弓は、元々実兄であるレオンハルトの愛用していたもの。
ガイ
16歳。義兄弟の末弟。10歳までマウザーという怪獣に育てられており、フリオニールに助け出されて以後、家族に加わった。その経緯から特にフリオニールには絶対の信頼を寄せている。まだ人間社会に慣れきってはおらず、言語も若干不自由。マリア一家の庭の木の上に小屋を建て、ひとりで住んでいる。
嗅覚や知覚に優れ、獣のような俊敏さを備え持つ。また、フリオニール同様に吹き矢も使用。
レオンハルト
19歳。義兄弟の長兄。父親譲りの狩りの名手で集落の若者の中では中心的な役割を担うが、性格的に繊細な部分があり、恋人のアエナに裏切られて以降は塞ぎがちとなっている。
謝肉祭の夜に彼は愛犬ペレを殺害して姿を消し、フリオニールたちはその消息を追うこととなる。
武器は主に小太刀や長剣を使用。巻頭の「登場人物」の項には槍の名手とあるが、作中で槍を振るう場面はない。
ヒルダ
19歳。カシュオーンのスコット第一王子と婚儀を迎えた当日、パラメキア帝国の襲撃を受けることとなる。
活動的な性格で、格闘技の要素を含んだ球技「ソラップ」の名手。
両親、夫、義理の両親を一度に失って以後、ディストの地に逃げ延び義勇軍を結成する。
スコット
ヒルダと結婚した当日にパラメキアの襲撃を受け、妻を守りつつ自らは戦死。
ミン・ウ
義勇軍の参謀を務める老白魔道士。ゲーム本編と違いフリオニールらに同行せず、また死亡もしない。
ゴードン
ゴジという偽名を用いて漁民たちを率い、独自にテロ活動を展開している。後に義勇軍へ合流。
フィン城陥落の折に兄のスコットや義姉のヒルダ、両親を残し逃げ出してしまったことを悔いているが、その汚名を返上しようとするあまりに拙速な行動を起こし、ゲーム本編と違い、ついぞヒルダの信頼を取り戻すことはなかった。
レイラ
アルテア海を根城とする女海賊。現在は闘技場に参加し、日銭を稼いでいる。
ポール
こそ泥だが憎めないところのある男。反乱軍に所属はしていない。飛竜をかくまっている。
マティウス皇帝
帝位を禅譲により継承した。アイルという名の母がいる。
ボーゲン伯爵
マティウス皇帝の片腕にして、パラメキア帝国の伯爵。黒魔道士。サラマンド出身。フィンの元伯爵という設定はなくなっている。

### その他の設定
- 世界は七つの国（フィン、カシュオーン、パラメキア、ディスト、アルテア、サラマンド、ミシディア）で構成される。
- 反乱軍が撤退したところが、アルテアではなくディストになっている。
- ディストはフィンの軍閥が独立し創った国とされる。実質的にフィンの属国であった。
- サラマンドは険しい山に囲まれた国で、山頂には黒魔道士の村があった（村はボーゲンにより壊滅）。
- 魔道士たちはどんなに距離が離れていても思念でたがいの意思疎通を図ることができる。